# Berliet GVL
Der Berliet GVL war ein vom französischen Kraftfahrzeughersteller Berliet in Lyon ab 1931 in mehreren Varianten hergestellter mittlerer Lkw.

## Geschichte und Technik
Der Berliet GVL . auch Berliet GVL 20 genannt, erhielt im April 1931 seine allgemeine Betriebserlaubnis. Sein Vierzylindermotor des Typs MLB6 mit 110 mm Bohrung und 140 mm Hub war die letzte Entwicklungsstufe des aus dem Berliet CBA von 1915 bekannten Motors Typ Z. Steuerlich war das Fahrzeug mit 20 CV eingestuft, die bei 2100/min abgegebene effektive Höchstleistung wird – damaliger Sitte in Frankreich folgend – in den Quellen nicht angegeben, dürfte aber bei etwa 40–50 PS gelegen haben. Das Drehmoment wurde mittels Kardanwelle auf die Hinterräder übertragen. Die Nutzlast lag bei 4 Tonnen, das Gewicht des Fahrgestells ohne Aufbauten wird mit 2850 kg angegeben.
1931 wurden 30 Stück gebaut, 47 Stück 1932, 17 Stück 1933 und 1 Stück 1934, insgesamt also 95 Stück.
Die folgenden Varianten unterschieden sich vom GVL20 im Wesentlichen durch ihre anderen Motoren.

### GVL 22
Der GVL22 war eine Variante mit dem erheblich moderneren und stärkeren Motor des Typs MKB. Dieser war ein wassergekühlter Vierzylinder-Ottomotor mit 110 mm Bohrung und 154,8 mm Hub, woraus sich ein Hubraum von 5884 cm³ errechnet. Steuerlich war das Fahrzeug mit 22 CV eingestuft, der Motor leistete 75 PS bei 2100/min. Das Eigengewicht des Chassis ohne Aufbauten betrug 2800 kg. Die allgemeine Betriebserlaubnis wurde im Januar 1932 erteilt. Für das Fahrzeug wurden (zusammen mit dem CVL20) die Fahrgestellnummern 45000–45150 reserviert, es steht daher zu vermuten, dass die Stückzahl der tatsächlich gebauten 95 Fahrzeuge des Typs CVL20 auch die Variante CVL22 mit umfasst.

### GVL 6
Auch der GVL6 (zunächst GVL23 nach seiner ursprünglichen steuerlichen Einstufung genannt) war eine Variante aus dem Jahr 1932. Er hatte einen Vierzylinder-Dieselmotor des Typs MDA mit 110 mm Bohrung und 160 mm Hub, woraus sich ein Hubraum von 6082 cm³ errechnet. Steuerlich war das Fahrzeug zunächst mit 23, ab Oktober 1932 nach Ermäßigung für Dieselfahrzeuge mit 16 CV eingestuft, der Motor leistete 50 PS bei 1350/min. Das Eigengewicht des Chassis ohne Aufbauten war auf 3200 kg gestiegen, die Nutzlast betrug nach wie vor 4 Tonnen. Zu den Stückzahlen siehe unten, Variante GVL7.

### GVL 7
Der Berliet GVL7 (zunächst GVL28 nach seiner ursprünglichen steuerlichen Einstufung genannt) erhielt seine allgemeine Betriebserlaubnis im Januar 1932. Er hatte einen Vierzylinder-Dieselmotor des Typs MDB mit 120 mm Bohrung und 160 mm Hub, woraus sich ein Hubraum von 7238 cm³ errechnet. Steuerlich war das Fahrzeug zunächst mit 28, ab Oktober 1932 nach Ermäßigung für Dieselfahrzeuge mit 19 CV eingestuft, der Motor leistete 70 PS bei 1350/min. Das Eigengewicht des Chassis ohne Aufbauten betrug 3000 kg. 1932 wurden von den Varianten GVL6 und GVL7 zusammen 35 Stück und 14 Stück 1933 , insgesamt also 49 Stück gebaut.

### GVLG
Der GVLG erhielt seine allgemeine Betriebserlaubnis Anfang Oktober 1931. Er hatte einen Vierzylinder-Holzgasmotor (worauf bereits das letzte G in der Typenbezeichnung hinweist: G = gazogéne) des Typs MLBCG mit 110 mm Bohrung und 140 mm Hub, woraus sich ein Hubraum von 5322 cm³ errechnet. Steuerlich war das Fahrzeug mit 14 CV eingestuft, der Motor leistete seine ungenannte Höchstleistung bei 1800/min. Das Eigengewicht des Chassis ohne Aufbauten war infolge des Generatorgewichts auf 3250 kg gestiegen, das höchstzulässige Gesamtgewicht wurde angesichts der schwachen Leistung des Holzgasmotors auf 7250 kg herabgesetzt. Wahlweise gab es ein Fünfganggetriebe. Für den Bau des Typs wurden die Chassisnummern 45751–45800 (also 50 Stück) reserviert, indessen sind gebaute Stückzahlen nicht überliefert: Es wird daher beim Bau eines Prototyps sein Bewenden gehabt haben.

### Originalquellen
Eine Publikation, in der alle vor 1945 gebauten Berliet-Typen individuell abgehandelt wären, gibt es nicht. Neben der unten erwähnten Literatur wurde auf folgende in der Fondation Berliet verwahrte Originalunterlagen zurückgegriffen:
- "Fiches des Mines": Es handelt sich um die Unterlagen zur Erteilung einer allgemeinen Betriebserlaubnis, hierfür ist in Frankreich der "Inspecteur des mines" sachlich zuständig. Diese Unterlagen sind chronologisch geordnet und nummeriert. Nicht zu jedem Typ bzw. Variante gibt es entsprechende Unterlagen, teils, weil sie wohl als Untervarianten eines Typs verstanden wurden, für den eine gesonderte Erlaubnis nicht erforderlich war, teils wohl, weil diese Unterlagen im Laufe der letzten 100 Jahre verlorengegangen sind. Bei Militärtypen gibt es Hinweise, dass eine Betriebserlaubnis direkt durch militärische Dienststellen erfolgte, was entsprechende "fiches des mines" überflüssig machte. Die Quellenbezeichnung lautet: "Fiches No...."
- "Etat des véhicules utilitaires et autobus declares aux mines depuis 1920", eine 15-seitige Zusammenstellung vom 1. Dezember 1941, enthält insbesondere die reservierten Chassisnummernbänder, die jedoch vielfach nicht vollständig ausgeschöpft wurden, einige Typen bzw. Varianten werden nicht erwähnt, Quellenbezeichnung lautet: "Etat S..."
- "Nombre de véhicules construits de 1930 à 1942", siebenseitige Zusammenstellung der zwischen 1930 und 1942 gebauten Stückzahlen an Nutzfahrzeugen, erstellt wohl 1943, erste Seite teilweise irreparabel verderbt, teilweise werden mehrere Typen bzw. Varianten zusammengefasst, Quellenbezeichnung lautet: "Nombre S...."

### Sonstige Literatur
- Monique Chapelle: Berliet. 1. Auflage. EMCE, Saint-Chamond 2016, ISBN 978-2-35740-049-8.
- Christophe Puvilland: Berliet 1905–1978, toute la gamme omnibus, autocars, autobus et trolleybus. 1. Auflage. histoire&collections, Paris 2008, ISBN 978-2-35250-059-9.
- François Vauvillier: Tous les Berliet militaires 1914–1940, vol.1: les camions. histoire&collections, Paris 2019, ISBN 978-2-35250-496-2.